# HD 185915
HD 185915，又名BD+23 3733，SAO 87551、HR 7485，是一颗恒星，视星等为6.64，位于銀經59.48，銀緯0.56，其B1900.0坐标为赤經19h 36m 25.2s，赤緯+23° 0.56′ 10″。